# Bouclier européen de rugby à XV
Pour les articles homonymes, voir Bouclier européen.
Le Bouclier européen était une compétition de rugby à XV organisée entre 2002 et 2005. Le Bouclier européen était dans les faits une compétition de repêchage pour les clubs éliminés au premier tour du Challenge européen. Lors de sa dernière édition, elle inclut certains clubs n’ayant pas participé au Challenge européen comme Madrid, Bucarest ou encore Bera Bera.

## Histoire
Le Bouclier européen a vu le jour avec le changement de formule du Challenge européen lors de la saison 2002-2003. Le Challenge est alors passé d’une formule par poule à une formule à élimination directe. Le Bouclier a donc été créé pour que les équipes éliminées dès le premier tour puissent continuer leur aventure européenne. Or, une nouvelle réforme du Challenge européen en 2005-2006, réintroduisant le système par poule suivi d'une phase éliminatoire avec seulement vingt équipes au lieu de trente-deux, entraîne la disparition du Bouclier.

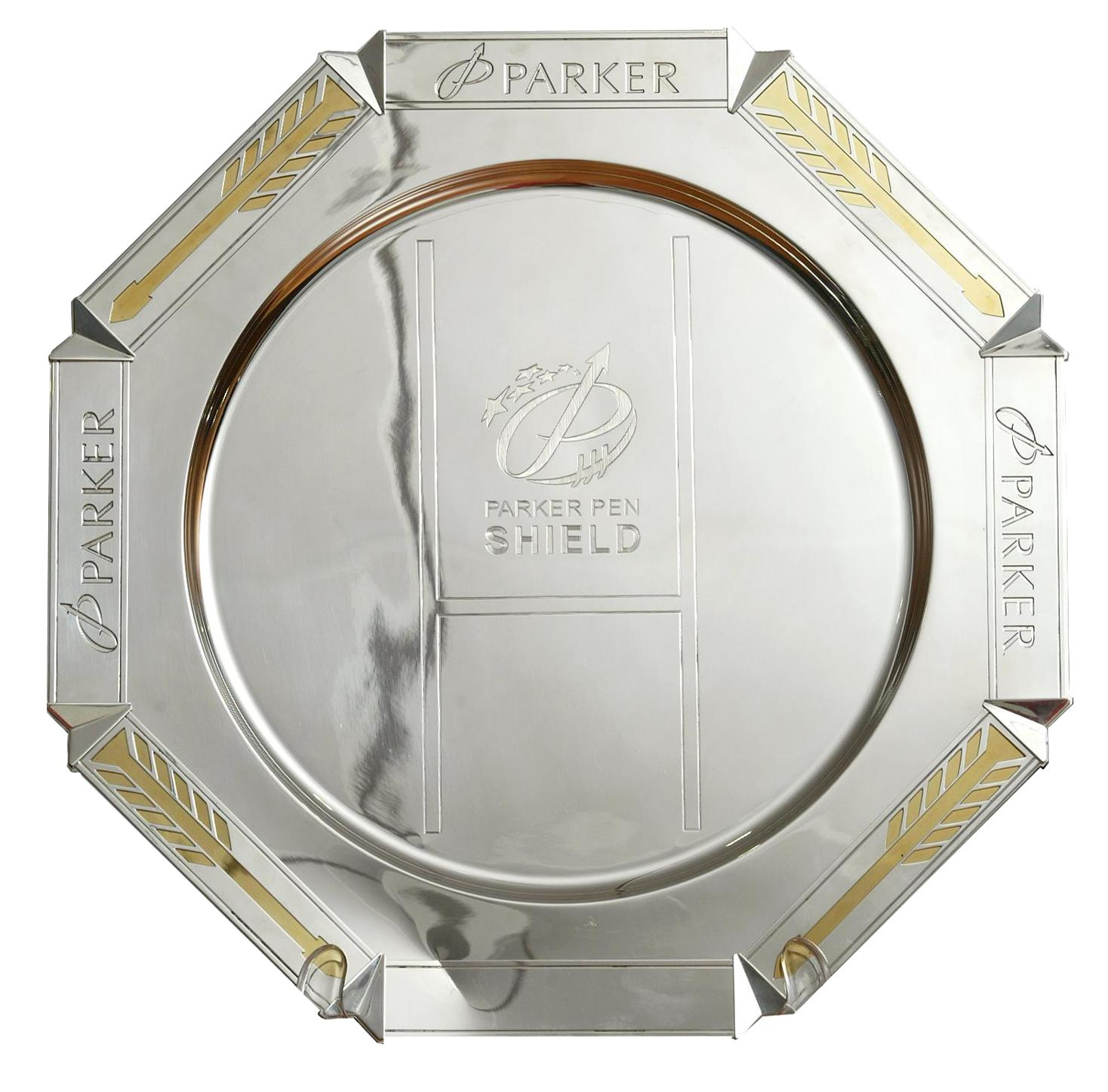
Le Bouclier europeen

Le nom Bouclier européen était le nom d’origine du Challenge européen, mais lors des réformes des Coupes en 2002-2003, il devient Challenge européen, tout en gardant le même mode de sélection et le statut de deuxième Coupe d’Europe. Cette réforme engendra une nouvelle Coupe qui reprit le nom de Bouclier européen, même si elle n’avait strictement rien à voir avec celles des éditions précédentes. C’est pour cela que les éditions du Bouclier européen (ancien) sont au palmarès du Challenge européen qui est la suite logique de cette compétition.
En 2016, une compétition au fonctionnement différents reprend ce statut de troisième compétition européenne : le Bouclier continental de rugby à XV.

## Palmarès
| Date        | Champion          | Score | Finaliste      | Lieu                            | Spectateurs |
| ----------- | ----------------- | ----- | -------------- | ------------------------------- | ----------- |
| 25 mai 2003 | Castres olympique | 40-12 | Caerphilly RFC | Madejski Stadium, Londres       | 3 500       |
| 21 mai 2004 | Montpellier HR    | 25-19 | Viadana        | Stadio Sergio Lanfranchi, Parme | 2 553       |
| 23 mai 2005 | FC Auch Gers      | 23-10 | Worcester      | Kassam Stadium, Oxford          | 2 823       |

## Bilan

### Par club
| Club              | Victoires | Finales | Demi-finales |
| ----------------- | --------- | ------- | ------------ |
| Castres olympique | 1         | 0       | 0            |
| FC Auch Gers      | 1         | 0       | 0            |
| Montpellier HR    | 1         | 0       | 0            |
| Caerphilly        | 0         | 1       | 0            |
| Italie Viadana    | 0         | 1       | 0            |
| Worcester         | 0         | 1       | 0            |
| Stade montois     | 0         | 0       | 1            |
| Section paloise   | 0         | 0       | 1            |
| Rugby Parme       | 0         | 0       | 1            |
| Leonessa Rugby    | 0         | 0       | 1            |
| Leeds Tykes       | 0         | 0       | 1            |
| Aviron bayonnais  | 0         | 0       | 1            |

### Par nation
| Rang | Nation         | Victoires | Finales | Demi-finales |
| ---- | -------------- | --------- | ------- | ------------ |
| 1    | France         | 3         | 0       | 3            |
| 2    | Italie         | 0         | 1       | 2            |
| 3    | Angleterre     | 0         | 1       | 1            |
| 4    | Pays de Galles | 0         | 1       | 0            |

## Statistiques
- Victoire la plus large en finale : 28 (Castres olympique 40-12 Caerphilly en 2003)
- Plus grand nombre de points marqués en finale : 52 (Castres olympique 40-12 Caerphilly en 2003)
- Victoire la moins large en finale : 6 (Montpellier HR 25-19 Viadana en 2004)
- Plus petit nombre de points marqués en finale : 33 (FC Auch Gers 23-10 Worcester, en 2005)